# 125e régiment d'infanterie territoriale
Le 125e régiment d'infanterie territoriale est un régiment d'infanterie de l'armée de terre française qui a participé à la Première Guerre mondiale.

## Création et différentes dénominations
Le régiment reçoit son numéro par décret du 19 mars 1875, en prévision de la mobilisation.

## Chefs de corps
- 1897: Lieutenant-Colonel Camille (Beltrame Xavier) Cristiani de Ravaran

## Drapeau
Il porte les inscriptions:
- Maroc 1914-1918
- Sud-Tunisien 1914-1918